# Tolentino de Nóbrega
José Tolentino de Oliveira Fernandes de Nóbrega ComIH • OM (Machico, Madeira, 1952 — Funchal, Madeira, 7 de abril de 2015) foi um jornalista e professor português.

## Biografia
Nasceu em Machico, na ilha da Madeira, em 1952. Licenciou-se em Pintura pela Secção de Belas Artes da Academia de Música e Belas Artes da Madeira e chegou a trabalhar no ensino, tendo sido professor de Desenho e Geometria na Escola Secundária Francisco Franco, antiga Escola Industrial e Comercial do Funchal.
Segundo o próprio, Tolentino de Nóbrega chegou a ser alvo de duas tentativas de atentado à bomba por parte da Frente de Libertação do Arquipélago da Madeira (FLAMA).
Iniciou a carreira como colaborador do Comércio do Funchal, jornal opositor do regime ditatorial do Estado Novo, em 1972. Entre 1974 e 1993, trabalhou no Diário de Notícias da Madeira e passou pela redação de diversos jornais portugueses, entre os quais o Expresso, A Luta e O Jornal. Integrou o grupo de fundadores do Público, entrando para o quadro em 1992, e neste jornal se manteve até à data da sua morte como correspondente na Madeira. Assumiu funções dirigentes no Sindicato dos Jornalistas desde a década de 1980.
Em abril de 1999, foi-lhe atribuído o Prémio Gazeta 1998, o galardão mais prestigiado do jornalismo português, pelo Clube de Jornalistas, pela cobertura “persistente, exaustiva e rigorosa” que fazia da situação na Madeira. Ao longo da sua carreira, foi bastante crítico da governação de Alberto João Jardim, presidente do Governo Regional da Madeira por 37 anos.
Era casado e tinha três filhos. Faleceu no dia 7 de abril de 2015, vítima de cancro, no Funchal, na ilha da Madeira, e foi enterrado no cemitério de Machico.

## Condecorações
- Oficial da Ordem do Mérito de Portugal (9 de julho de 1997)
- Comendador da Ordem do Infante D. Henrique de Portugal (30 de janeiro de 2006), pelo presidente Jorge Sampaio[9]